# Songs of Soulitude
Songs of Soulitude ist das dritte Studioalbum der australischen Rockband Dream On, Dreamer aus Melbourne. Es erschien am 13. November 2015 in Eigenverantwortung.
Das Album enthält insgesamt zehn Lieder und hat eine Gesamtspielzeit von 37 Minuten und 54 Sekunden. Songs of Soulitude wurde von Matt Goldman in den Glow in the Dark Studios in den Vereinigten Staaten aufgenommen und produziert. Obwohl das Album komplett in Eigenregie und ohne Plattenfirma veröffentlicht wurde, erreichte es eine Chartnotierung in den nationalen Albumcharts.

## Hintergrundgeschichte
Dream On, Dreamer trennte sich von ihrem bisherigen Label UNFD nach der Veröffentlichung ihres zweiten Albums Loveless. Mitte Januar des Jahres 2014 verkündete Sänger Marcel Gadacz, dass die Gruppe mit dem Schreiben neuer Stücke begonnen habe. Erstmals soll bei der Erarbeitung des Liedmaterials die gesamte Band involviert gewesen sein. Im April 2014 verließ Bassist Daniel Jungwirth die Gruppe und wurde durch Chris Shaw ersetzt, welcher auch in der Band House vs Hurricane aktiv ist.
Es hieß, dass die Musiker geplant hatten, das Album mit Steve Evetts, der bereits mit The Dillinger Escape Plan, Every Time I Die und Poison the Well zusammenarbeitete, zu produzieren. Dieser arbeitete gemeinsam mit der Band an dem Lied Darkness Brought Me Here, dass erstmals über Triple J gespielt und am 8. August 2014 veröffentlicht wurde. Auch wurde später mit Don't Lose Your Head ein weiterer neuer Song veröffentlicht. Diese beiden Stücke sollten später allerdings als Standalone-Singles enden.
Mitte August 2015 wurde bekanntgegeben, dass das Album den Titel Songs of Soulitude tragen werde und es wurde die Vorbestellerphase eingeläutet, obwohl noch kein Veröffentlichungsdatum genannt wurde. Auch wurde angekündigt, dass die Musiker das Album nicht mit Evetts, sondern mit Matt Goldman in den Glow in the Dark Studios erarbeiten würden. Mit der Veröffentlichung der Hauptsingle Vertigo wurde Songs of Soulitude für den 13. November 2015 angekündigt.

## Titelliste
| #   | Titel              | Komponist(en)                 | Länge | Anmerkungen |
| --- | ------------------ | ----------------------------- | ----- | ----------- |
| 1.  | Souls on Fire      | Callan Orr, Dream On, Dreamer | 4:54  |             |
| 2.  | Vertigo            | Orr, Dream On, Dreamer        | 3:30  | 1. Single   |
| 3.  | Society to Anxiety | Orr, Dream On, Dreamer        | 3:19  |             |
| 4.  | Malice             | Orr, Dream On, Dreamer        | 3:07  |             |
| 5.  | Snowpiercer        | Orr, Dream On, Dreamer        | 5:10  |             |
| 6.  | Innocence          | Orr, Dream On, Dreamer        | 2:21  |             |
| 7.  | Delirium           | Orr, Dream On, Dreamer        | 3:39  |             |
| 8.  | Open Sun           | Orr, Dream On, Dreamer        | 4:22  |             |
| 9.  | Pariah             | Orr, Dream On, Dreamer        | 3:38  |             |
| 10. | Violent Pictures   | Orr, Dream On, Dreamer        | 3:54  |             |

## Bewerbung
Die Musiker veranstalteten ein Gewinnspiel während der Vorbestellungsphase, in der sie willkürlich einen Vorbesteller des Albums kontaktierten und ein Lied für diese Person aufnahmen.
Bereits im Juni des Jahres 2014 tourte die Gruppe gemeinsam mit Being as an Ocean als Vorgruppe für In Hearts Wake auf deren Earthwalker Tour durch Australien. Zwischen August und November des gleichen Jahres folgten zwei weitere Tourneen, darunter die ...And the Light Pulled Me Back Tour, durch Down Under. Im Januar 2015 folgte eine Konzertreise mit Any Given Day und Caliban durch mehrere Staaten Europas, darunter auch Deutschland, Österreich und die Schweiz. Direkt im Anschluss folgte eine kurze Konzertreihe durch das Vereinigte Königreich, Frankreich und Russland. Anfang Mai war die Band als Hauptsupport für Silverstein erneut in Australien zu sehen. Zwischen September und Oktober 2015 sollte eine weitere Europatour, dieses Mal als Vorband für Breakdown of Sanity folgen. Allerdings musste die Band ihre Teilnahme an dieser Tournee aufgrund der zu diesem Zeitpunkt unklaren gesundheitlichen Situation ihres Sängers Marcel Gadacz absagen. Zudem verließ Schlagzeuger Aaron Fiocca Dream On, Dreamer und wurde durch Dylan Kuiper ersetzt.

## Erfolg
Obwohl das Album komplett ohne die Hilfe eines Plattenlabels produziert und veröffentlicht wurde, stieg es in der Woche zum 29. November 2015 in die nationalen Albumcharts auf Platz 29 ein. Dort konnte sich Songs of Soulitude eine Woche lang halten, ehe es die Charts wieder verließ.
Chanel Issa vom australischen Blunt Magazine schreibt, dass die Gruppe sich seit dem Vorgänger Loveless aus dem Jahr 2013 nochmals weiterentwickelt hätten. Die Gruppe arbeite viel mit melodischen Einschüben um den Klang leicht zu halten. Auch spiele die Gruppe lyrisch mit stark bedeutsamen Texten. Sie beschreibt das Album als das bis dato beste Werk der Band und nennt das Album komplett, was es ihrer Meinung nach im Musikjahr 2015 selten gegeben habe. Ihr Fazit lautet, dass das Album Futter für die Seele sei. Auch Dan Stapleton vom australischen Rolling Stone ist der Meinung, dass die Gruppe mit diesem Album ihr bestes Werk veröffentlicht habe. Die elektronischen Einflüsse seien zwar zurückgegangen, dennoch haben die Musiker stark an ihrer Musik experimentiert, was er an den Liedern Open Sun und Violent Pictures ausmacht. Das Album sei gut genug, um Liebhaber des klassischen Hardcore aber auch des melodischen Metalcore anzusprechen. Alex Sievers von Kill Your Stereo beschreibt Bands wie The Amity Affliction und Haste the Day als musikalische Referenzen. Owen Morawitz vom Hysteria Mag urteilte, dass die Trennung vom Label gerade zur rechten Zeit eingetreten sei, da die Gruppe wie Underoath, Norma Jean und den seiner Meinung nach unterschätzten As Cities Burn klinge, anstatt an die stetig gleich klingenden Warped-Tour-Bands heutiger Zeit. Laut Neil Criddle hätte das Stück Snowpiercer gar aus der Feder der Band Deftones stammen können.
Aaron-Conin Hane vom deutschen Stageload beschreibt die Band als eine Oase in der Musikszene, die keine Grenzen kenne. Die Musik wird als eine Mischung aus Post-Hardcore, Mathcore und Popmusik beschrieben. Besonders lobend hob der Kritiker den Gesang von Zachary Britt hervor, auch wenn er andeutet, dass es anfangs gewöhnungsbedürftig sein wird, dieser Stimme zuzuhören. Dennoch gelinge es der Gruppe, diesen Gesang passend zu untermauern, wie etwa in den Stücken Snowpiercer oder Violent Pictures, sodass diese die volle Wirkung erzielen könne. Er vergab die Höchstpunktzahl an das Album.
Das Album erhielt ansonsten überwiegend mittlere bis positive Kritiken.